# سالي ماجنوسون
سالي ماجنوسون (بالإنجليزية: Sally Magnusson)‏ هي صحفية بريطانية، ولدت في 11 أكتوبر 1955 في غلاسكو في المملكة المتحدة.

## وصلات خارجية
- سالي ماجنوسون على موقع IMDb (الإنجليزية)
- سالي ماجنوسون على موقع قاعدة بيانات الفيلم (الإنجليزية)